# Revista Caatinga
Revista Caatinga is een Braziliaans, aan collegiale toetsing onderworpen open access wetenschappelijk tijdschrift op het gebied van de landbouwkunde. De naam wordt in literatuurverwijzingen meestal afgekort tot Rev. Caatinga. Het wordt uitgegeven door het Braziliaanse ministerie van onderwijs en cultuur. Het eerste nummer verscheen in 2006.